# Sabulodes inumbrata
Sabulodes inumbrata là một loài bướm đêm trong họ Geometridae.